# Marie Stopes

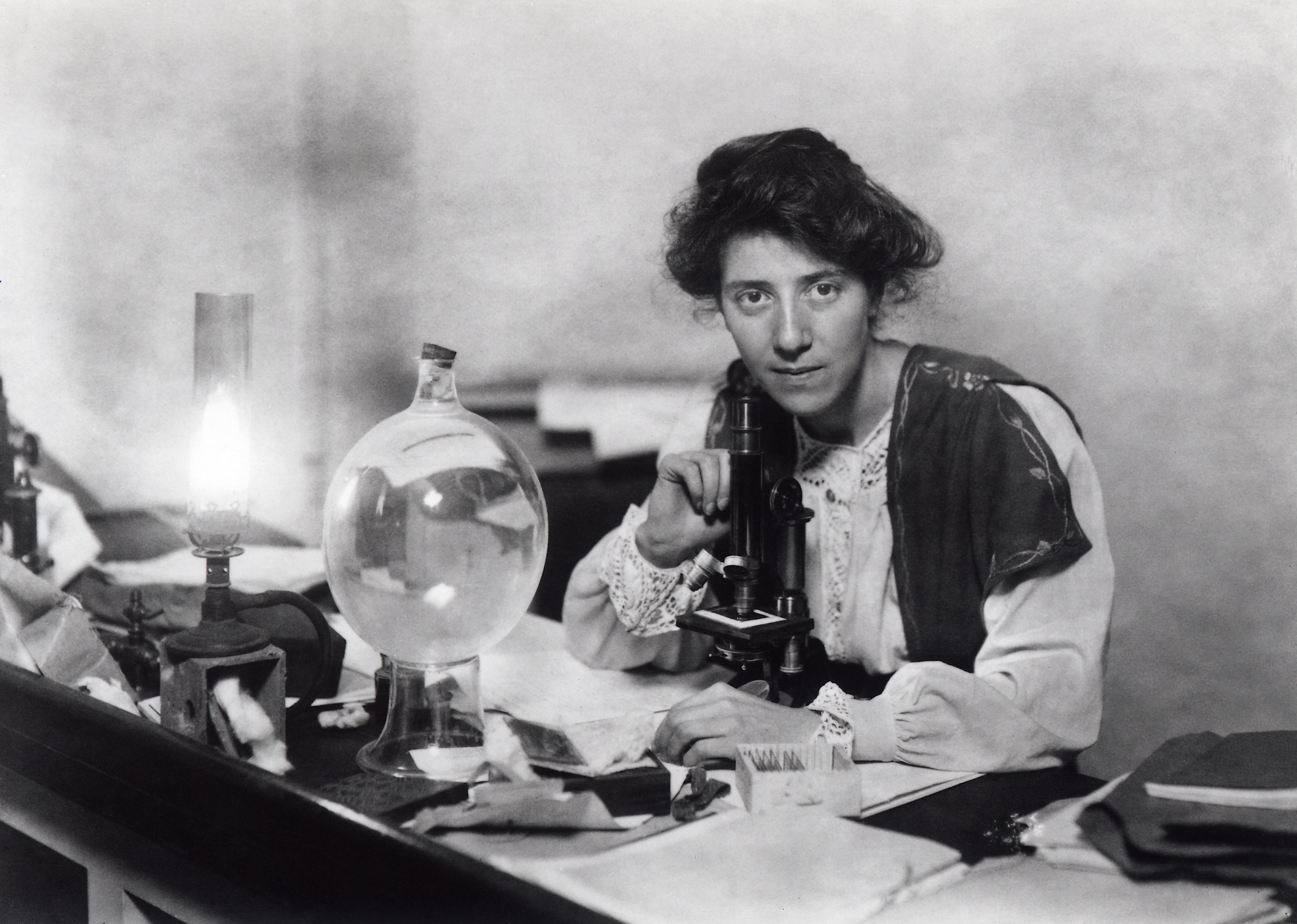
Marie Stopes in ihrem Labor, 1904

Marie Charlotte Carmichael Stopes (* 15. Oktober 1880 in Edinburgh; † 2. Oktober 1958 in Dorking, Surrey) war eine schottische Botanikerin, Paläobotanikerin, Autorin, Frauenrechtsaktivistin („Suffragette“) und Pionierin im Bereich der Familienplanung. Ihr botanisches Autorenkürzel lautet „Stopes“.

## Ausbildung
Marie Stopes wurde als Tochter des archäologisch interessierten Architekten Henry Stopes (1852–1902) geboren. Ihr Vater stammte aus einer wohlhabenden Brauereifamilie. Ihre Mutter, Charlotte Carmichael Stopes (1840–1929), eine ausgewiesene Shakespeare-Expertin, war die erste Frau, die an einer schottischen Universität graduiert hatte. Sie galt als engagierte Vorkämpferin für eine höhere Ausbildung von Frauen.
Mary Stopes wuchs in London auf und wurde bis zu ihrem 12. Lebensjahr von ihrer Mutter zu Hause unterrichtet. Ihre Kindheit war von der unglücklichen Ehe ihrer Eltern belastet. Mit 12 Jahren besuchte sie die St. George School in Edinburgh und absolvierte danach die North London Collegiate School for Girls. Bereits auf dem University College in London, wo sie mit einem Stipendium und als eine der ersten Frauen Botanik und Geologie studieren durfte (mit dem Bachelor-Abschluss in beiden Fächern 1902 nach nur zwei Jahren Studium), galt ihr Interesse den neu entdeckten Pflanzen aus dem Paläozoikum. Das Ergebnis der wissenschaftlichen Beschäftigung mit diesem Thema trug maßgeblich zur Verleihung einer Goldmedaille im Kontext ihres Examens in Botanik bei.

## Wissenschaftliche Laufbahn

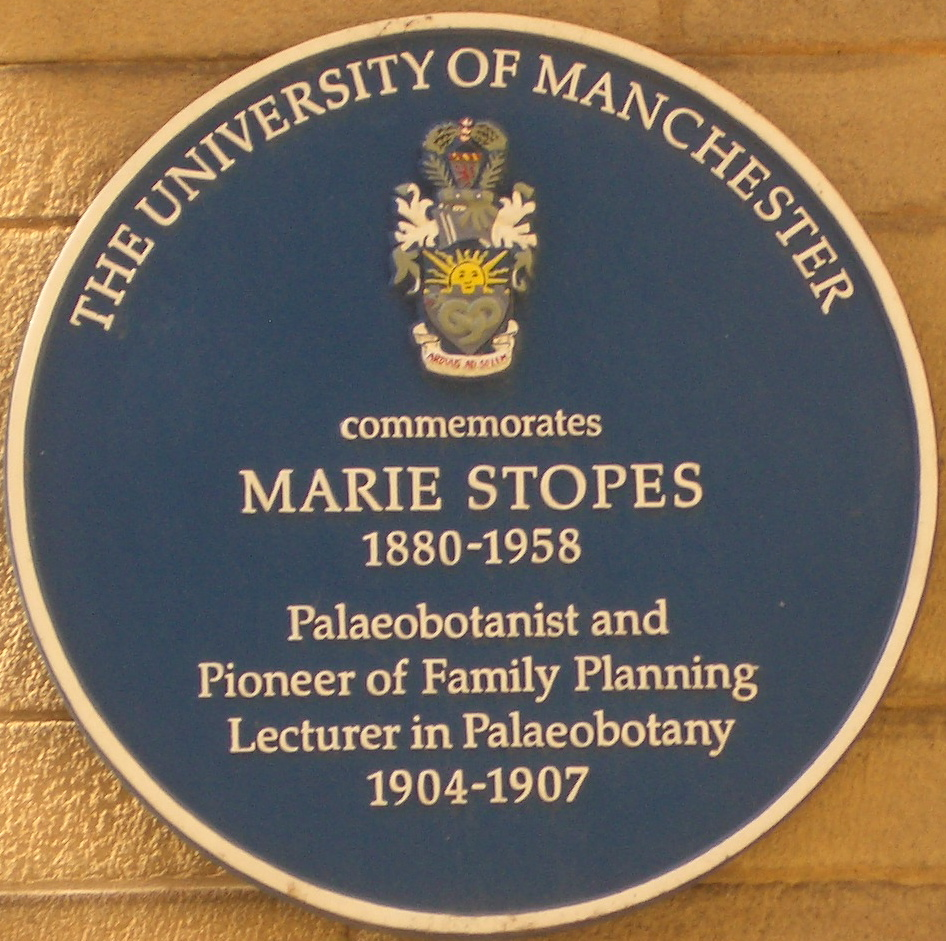
Blue Plaque Gedenktafel für Marie Stopes der University of Manchester

Nach ihrem universitären Abschluss in Botanik, Geologie und Geographie verließ Marie Stopes London. Sie ging ans Botanische Institut nach München, promovierte 1904 in Naturwissenschaften und erwarb dort als erste Frau den Doktorgrad der Botanik. Ihre Doktorarbeit beschäftigte sich mit dem Vergleich der Samenstruktur von Palmfarnen und Samenfarnen. Die Ergebnisse dieser Arbeit spielten eine entscheidende Rolle bei der Etablierung von Pteridospermae, einer neuen Pflanzengruppe ausgestorbener Farne. 1904 wirkte sie an der Universität in Manchester als erstes weibliches Mitglied der naturwissenschaftlichen Fakultät. Sie erforschte dort fossile Materialien mit einer besonderen Formation und ging dann von 1907 bis 1908 nach Japan, um ihre diesbezüglichen Forschungen dort zu vertiefen. In Zusammenarbeit mit Fujii gelang es ihr, mehrere neue Arten aus dem späten Mesozoikum zu beschreiben. Veröffentlicht wurden ihre Forschungsergebnisse von der Royal Society. Im Jahr 1908 ging Stopes nach Großbritannien zurück und nahm ihre Stelle in Manchester wieder auf.
1910 gab Stopes den Band Ancient Plants heraus, in dem es ihr gelang, das Thema Paläobotanik einer botanisch nicht vorgebildeten Leserschaft zugänglich zu machen. Im selben Jahr wurde Stopes von der Geological Survey of Canada beauftragt, die Taxonomie und das Alter der Pennsylvania Lancaster Formation ('Fern Ledges') von St. John, Brunswick, die eine weltberühmte fossile Flora beherbergt, neu zu bewerten. Diesem Forschungsprojekt widmete sie sich für die Dauer von 18 Monaten. 1913 trat sie eine Dozentenstelle für Paläobotanik am University College in London an, die sie für die nächsten sieben Jahre beibehielt. Ein zweibändiger Katalog für das British Museum, Cretaceous Flora wurde von ihr zwischen 1913 und 1915 veröffentlicht; ihre Studies in the composition of coal erschien 1918.
Von ihr stammt die Einteilung der Kohle in Vitrain (Glanzkohle), Clarain (Halbglanzkohle), Durain (Mattkohle) und Fusain, die zum Standard wurde.
1909 wurde Stopes in die Linnean Society of London aufgenommen.

## Wirken für die Sexualaufklärung

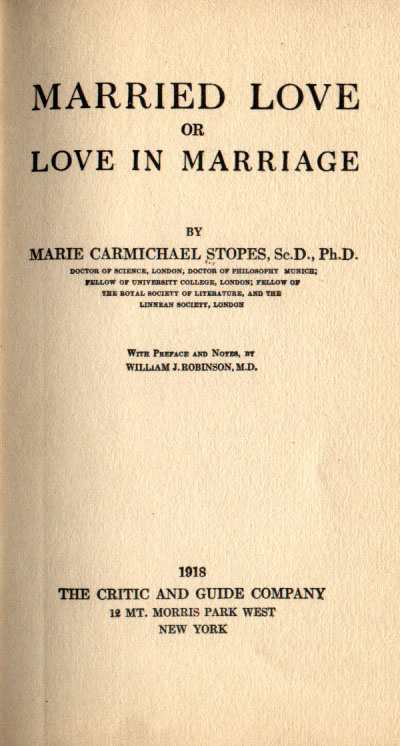
Cover des Buchs Married Love

Marie Stopes setzte sich zeit ihres Lebens mit Sexualaufklärung und Empfängnisverhütung auseinander. Den zur damaligen Zeit oft praktizierten Coitus interruptus lehnte sie als Methode zur Schwangerschaftsverhütung ab, da er die Frau erregt und unbefriedigt zurücklasse. Stopes monierte mangelnde Forschungsaktivitäten zur Sexualität der Frau mit mitunter deutlichen Worten:
„Das Weib ist durchaus nicht seiner Natur nach launenhaft. Längst hätte man mehr über die Gesetze seines Wesens erfahren können, wenn man nur danach geforscht hätte. Aber es hat den Männern besser in den Kram gepasst, die Frauen als unvernünftig hinzustellen und ihre Launen mit einem Achselzucken spöttisch abzutun. Und wann endlich, werden des Menschen Söhne und Töchter die Gezeiten der Geschlechtlichkeit im Weibe erforschen und die Gesetze erkennen, nach denen das Liebessehnen der Frau periodisch auf- und abschwillt?“
1918 erscheint mit "Married love" ihr erfolgreichstes Werk. Das Buch ist ein Bestseller und allein 1918 erscheinen sechs Auflagen. Bis zum Jahr 1923 werden etwa 200.000 Exemplare verkauft. Der Versuch, das Buch auch in den USA zu verkaufen, scheitert jedoch – die dort publizierte Auflage wird als obszön erklärt und verboten.
Mit dem Ziel, über Sexualität, sexuelle Bedürfnisse und Verhütungsfragen aufzuklären, gab Stopes das Magazin Birth Control News heraus. Ihre Tätigkeiten brachten ihr scharfen Protest sowohl von der Church of England als auch von der katholischen Kirche ein. Sie verlor einen Prozess gegen einen Dr. Halliday Sutherland, der ihre Beiträge zu Verhütungsmethoden ein abartiges Verbrechen genannt hatte und den sie deshalb wegen Verleumdung angezeigt hatte. Mit ihren Büchern Married Love und Wise Parenthood wollte Stopes zum gegenseitigen Verständnis der Geschlechter beitragen und Wissen zu den physiologischen Unterschieden vermitteln. Diese Werke, für die damalige Zeit ein Tabubruch, wurden kontrovers diskutiert und mit millionenfacher Auflage in 13 Sprachen übersetzt. Ihre deutsche Übersetzerin war Franziska Feilbogen. Mit ihrem Ehegatten gründete sie 1921 eine der ersten Birth-Control-Kliniken.
Stopes war außerdem eine bekannte Befürworterin der Eugenik. Sie befürwortete die Sterilisierung von Erbkranken.
Nach ihr ist die 1976 gegründete Marie Stopes International benannt, die 2008 in 43 Ländern der Welt tätig war. 2020 entschied sich die Organisation zur Namensänderung in MSI Reproductive Choices, um sich von den rassistischen und eugenischen Ansichten und Praktiken der Namensgeberin zu distanzieren. MSI Reproductive Choices bietet berät und unterstützt Verhütung und legale Abtreibung.

## Privates
Sie heiratete zweimal und war in zweiter Ehe mit Humphrey V. Roe verheiratet aus einer Familie von Flugzeugindustriellen. Sie behielt aber für ihre wissenschaftliche Karriere ihren Geburtsnamen. Marie Stopes hatte einen Sohn namens Harry.
1957 wurde bei Marie Stolpe Brustkrebs festgestellt. Hieran verstarb sie am 2. Oktober 1958.

## Werke
- Married Love. Fifield and Company, London 1918; Nachdruck herausgegeben von Ross McKibbin, Oxford University Press, Oxford 2004, ISBN 0-19-280432-4, in Deutsche übertragen von Franza Feilbogen unter dem Titel Das Liebesleben in der Ehe: Ein Beitrag zur Lösung der sexuellen Frage. 5. Aufl. rev. u. erw. durch Annemarie Volz-Hirzel, Orell Fuessli, Zürich 1952.
- Wise Parenthood. Rendell & Co., London 1918, ISBN 0-659-90552-3.
- Botany. The Modern Study of Plants. The People’s Books, London 1910.
- Cretaceous Flora.
- The Study of Plant Life for Young People.
- Ancient Plants. 1910
- A Journal from Japan
- A letter to Working Mothers. 1919
- Radiant Motherhood. 1920
- Contraception: Its Theory, History, and Practice. 1923

## Belege
1. ↑  International Plantnames Index.
2. ↑  W. G. Chaloner: The palaeobotanical work of Marie Stopes In: Geological Society, London, Special Publications. 241, 2005, S. 127, doi:10.1144/GSL.SP.2003.207.01.10.
3. ↑  H. J. Falcon-Lang, R. F. Miller: Marie Stopes and the Fern Ledges of Saint John, New Brunswick in Journal of the Geological Society, 2007, 164:945–957, doi:10.1144/SP281.13.
4. 1 2  Sie bleibt erregt und unbefriedigt in DieStandard.at vom 28. Oktober 2008, aufgerufen am 3. Mai 2012.
5. ↑  Amy M. Hay und Julia Woesthoff: Marie Stopes. In: Volkmar Sigusch, Günter Grau (Hrsg.): Personenlexikon der Sexualforschung. Campus Verlag, Frankfurt am Main 2009, ISBN 978-3-593-39049-9, S. 684–686.
6. ↑  Muriel Box: The trial of Marie Stopes. Femina Books, London 1967.
7. ↑  Marie Stopes International changes name in break from eugenicist founder. 19. November 2020, abgerufen am 16. Juni 2025 (britisches Englisch).
8. ↑  What we do. Abgerufen am 16. Juni 2025 (amerikanisches Englisch).

| Personendaten    | Personendaten                                 |
| ---------------- | --------------------------------------------- |
| NAME             | Stopes, Marie                                 |
| ALTERNATIVNAMEN  | Stopes, Marie Carmichael (vollständiger Name) |
| KURZBESCHREIBUNG | britische Botanikerin und Frauenrechtlerin    |
| GEBURTSDATUM     | 15. Oktober 1880                              |
| GEBURTSORT       | Edinburgh                                     |
| STERBEDATUM      | 2. Oktober 1958                               |
| STERBEORT        | Dorking (Surrey)                              |